# Páscoa Vieira

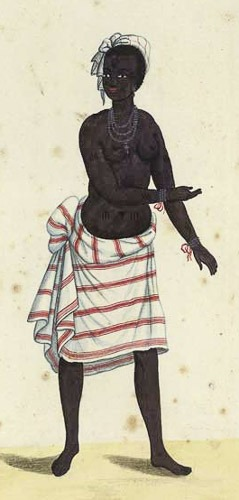
Páscoa Vieira (século XVII)

Páscoa Vieira, nascida em 1660 em Massangano, Angola, era filha de escravizados de Domingas de Carvalho. Nasceu na condição de escrava e viveu a maior parte de sua vida na Vila de Massangano, no Reino de Angola. Cresceu em um ambiente onde se falava a língua nativa, o quimbundo e também a língua do colonizador, o português. Foi batizada na época dentro dos ritos católicos. A trajetória de sua vida ganhou importância porque à acusação de bigamia julgada pelo Santo Ofício, resultou em sua prisão e penalidades, enquanto seu comportamento ia contra as regras da época. Vale relembrar que é importante estudar sobre a sua história de vida  porque se trata de uma história pouco conhecida, e que parte dela se passou em território nacional e também dar voz as histórias femininas durante o período colonial.

## Biografia

### Casamento
Ainda no Reino de Angola, em 1675, ela e outros escravizados, entre eles Mateus e Diogo, testemunharam a sua primeira cerimônia de casamento. Foram reunidos perante um padre capuchinho italiano, que estava nos sertões de Angola para cumprir o Sacramentos católico do matrimônio. Casou-se com um homem de igual condição, Aleixo Carvalho, também escravizado, com quem teve dois filhos.
Páscoa tinha relações tensas com seu marido e com seu senhor em Angola, fugindo várias vezes até ser vendida a um novo proprietário em Salvador. Ao chegar a Salvador Bahia em 1687, Páscoa passou a ser escrava de Francisco Álvares Távora, tabelião público da cidade. Páscoa e Pedro Arda estavam vivendo “amancebados” (uma relação sem vínculo matrimonial), foram separados pelo senhor, mas resistiram tanto que Francisco autorizou o casamento. As Primeiras Constituições, como as Constituições Primeiras do Arcebispado da Bahia, por exemplo, foram criadas poucos anos depois do casamento entre Pedro e Páscoa.
Esse acontecimento se tornou o enredo principal de Páscoa em relação aqueles que a acusaram de desrespeitar o matrimônio. Segundo ela o casamento foi feito de forma incerta, em que ela não conseguiu entender o verdadeiro significado do ritual, pois o padre não falava a sua língua. O padre mandou todos se benzerem, tirou anéis de metal de uma bolsinha e colocou no dedo de cada um, mudando os casais e dizendo que estavam casado. Páscoa argumentou que não houve todos os elementos de um verdadeiro casamento cristão. Por isso, argumentou que o procedimento não tinha validade perante a Igreja.
Quando o caso de Páscoa chegou ao Santo Ofício ela foi novamente arrancada do seu ambiente de convívio, agora não somente por contrariar o poder senhorial. Em janeiro de 1700 desembarcou em Lisboa, onde permaneceu presa pelo Santo Ofício por quase um ano à espera do seu julgamento. Muitas vezes Páscoa foi incentivada pelos inquisidores para que se revelasse e confessasse a verdadeira intenção em se casar pela segunda vez.
Diante de suas revelações, os comissários do Santo Ofício, em alguns momentos, não acreditavam em sua sinceridade e tentavam a todo custo arrancar dela a verdadeira intenção em ter se casado pela segunda vez sendo vivo o primeiro e legítimo marido, bem como fazer com que entregassem outras pessoas que achavam tal atitude correta, ou que contribuíram para o seu erro.

## Bigamia
Foi acusada de bigamia no final do século XVII, e as penas e punições impostas para aqueles “suspeitos na fé” eram duras. Seus relacionamentos extraconjugais desafiavam as regras da sociedade que tinha uma concepção de família estruturada em uma união permanente no sagrado matrimônio.

## Adultério
Páscoa contrariou a ordem vigente das duas maneiras. Cometeu crime grave contra a religião e quebrou uma regra social através do adultério, que era fortemente combatido pela Igreja Católica. Primeiro, pela prática do adultério, segundo por se ausentar constantemente das suas obrigações de servidão e por ter desafiado a vontade senhorial foi afastada da sua família.

## Tribunal de Inquisição
Aos sete anos após o primeiro casamento, um primo de seu senhor, em trânsito entre Angola e Bahia, a reconheceu e relatou ao seu dono que esteve presente anos antes em seu casamento na vila africana de Massangano e que seu marido ainda era vivo. Sendo denunciada a um comissário do Santo Ofício por seu próprio senhor, uma investigação inquisitorial começou a ser feita para verificar a culpa da acusada.
A Inquisição considerou que Páscoa tinha falta de fé católica, especialmente no sacramento do matrimônio. A junta inquisitorial decidiu que a ré Páscoa Vieira, por ser cristã, era obrigada a ter fé e acreditar nos ensinamentos da Igreja e, portanto, deveria sentir-se bem de seus sacramentos. Além de enfrentar a prisão e o processo inquisitorial, foi condenada a multas para custear as despesas do processo, a um auto de fé público, a abjuração de leve (renunciar publicamente uma religião), a penitências espirituais e por fim, foi banida pelo período de três anos para o couto de Castro Marim, nas fronteiras remotas do reino de Portugal.
Após anos presa no couto de Castro Marim, no dia 13 de Maio de 1703, faltando 6 meses para Páscoa cumprir sua pena, solicitou misericórdia devido à sua condição física. Estava doente e abandonada em um país estrangeiro. A petição foi feita por um comissário do Santo Ofício de Lisboa, em que informou seu estado, implorando pela sua absolvição, para que pudesse ser mandada de volta a Salvador para ser cuidada e alimentada. O pedido de misericórdia foi aceito, e ela então foi liberada para ir onde bem quisesse, porém em decorrência de suas circunstâncias e estado físico, não há como afirmar que ela voltou para sua casa.
O Processo de Páscoa Vieira, uma escrava angolana acusada de bigamia na Bahia seiscentista, pode revelar aspectos da sociedade colonial, atravessada pelo patriarcalismo e pelos dogmas da fé católica. Ela angariou reconhecimento por ser alguém que teria encontrado maneiras de fraudar o sistema vigente, deixando de lado a ideia de mulher totalmente submissa ao poder senhorial. Por outro lado, em Massangano (Angola), Páscoa ganhou a fama de escrava fujona.